# أبو الخير أحمد المكي
أبو الخير أحمد المكي، أحد العلماء والأدباء الوراقون في الحجاز والمولود في بمكة المكرمة في اليوم الثاني من ذي القعدة عام 1277هـ، كان يتاجر بكتب الحديث ويحمل الغريب منها إلى الهند ومكث على هذه الحال حوالي خمسة عشر عامًا، واستطاع من خلال ذلك تكوين مكتبة خاصة له عامرة بصنوف كتب الحديث ثم انكب على التأليف.

## حياته العلمية
بدأ في طلب العلم عام 1295هـ في مكة المكرمة، ورحل إلى الهند في السنة التالية -1296هـ- انطلاقًا من اهتمامه بالرواية والحديث وكثيرًا ما ارتحل لأجلهما، فكتب ونسخ وسمع على الشيوخ وقرأ عليهم بنفسه وجميعهم أجازوه بسائر مروياتهم، كما سمع الكتب الستة في الحديث الشريف، يعد أحد كبار المحدثين في زمانه والذين جمعوا بين الرواية والدراية وبرز في علم الرواية بشكل أوسع وألف في الحديث والاثبات، ودرّس بالمسجد الحرام وكان من طلابه: محدث الحرمين الشريفين الشيخ عمر حمدان، والشيخ عبد الله غازي، وأبو الفيض الشيخ عبد الستار الدهلوي، ورد ذكره في كتابات المؤرخين المكيين والمحدثين في الحجاز وخارج الحجاز.

## مؤلفاته
- در السحابة في صحة سماع الحسن البصري من الصحابة.
- حصول المنى في أصول الألقاب والكنى.
- حاشية الأمم لإيقاظ الهمم للشيخ إبراهيم الكوراني المدني.
- اتحاف الإخوان بأسانيد مولانا فضل الرحمن.
- النفح المسكي في شيوخ أحمد المكي.[3]

## ترجمته
ترجم له العديد من مؤلفي الحجاز وكلهم أجمعوا بأنه من كبار العلماء المحدثين وأصحاب الروايات والأسانيد العالية ومنهم على سبيل المثال:
- عبد الله بن أحمد أبو الخير مرداد/ في كتابه/ نشر النور والزهر
- عمر عبد الجبار
- عبد الله غازي المكي
- الشيخ السيد عبد الحي عبد الكبير الكتاني.[4]

## قالوا عنه
تحدث عنه الشيخ السيد عبد الحي عبد الكبير الكتاني في كتابه: ( فهرس الفهارس والأثبات، ومعجم المعاجم والمشيخات والمسلسلات)، وقد سجل لقاءه الأول وانطباعه عن الشيخ أبو الخير أحمد وهما في مكة المكرمة خلال موسم الحج، وكان أبو الخير حاجًا في عام 1333هـ، وقد قال:«وخدمني التوفيق والسعد في ذلك أكبر الخدمات، وأنالني الحظ بوافر القسمات، حتلى إني لما لقيت مسند الشرق ورحالته... الشيخ أبوالخير أحمد بن عثمان العطار المكي الهندي في مكة المكرمة سنة 1333هـ جثا بين يدي منصفًا، وقال لي: شاركتني في تراجم المشارقة أهل بلادي وأسنيدهم، ومعرفة خطوطهم وأخبارهم، ولم أشاركك في أخبار أهل بلادك ولا لي اطلاع على تراجمهم، وآثارهم. وكان الرجل المذكور يعني الشيخ أبوالخير أحمد المكي والله بحراً متلاطم الأمواج في علم الرجال، واسع الدراية، عزيز النظير، لم أر له نظيراً فيمن رأيت، أو سمعت به في عصرنا مشرقاً ومغرباً، والذي أراه كان يقرب منه في العناية وضبط الكثير من أدوات الرواية صديقنا الأستاذ الكبير الشيخ محمد المكي بن مصطفى بن عزوز التونسي دفين الأستانة، فقد اعتنى أيضًا، وجمع وقيد، وكتب وأشبع».

## وفاته
توفي عام 1335هـ.